# Ripretinib
Ripretinib, es vendido bajo la marca Qinlock, y es un medicamento que se usa para tratar el tumor del estroma gastrointestinal .  Se utiliza en casos en los que han fracasado al menos otros 3 tratamientos,  y se toma por vía oral. 
Los efectos secundarios de este medicamento incluyen pérdida de cabello, cansancio, náuseas, dolor abdominal, estreñimiento, dolor muscular, diarrea y una erupción en las palmas y las plantas conocida como síndrome de eritrodisestesia palmar-plantar ;  otros efectos secundarios pueden incluir cáncer de piel y mala cicatrización de heridas.  El uso de este medicamento durante el embarazo puede dañar al bebé.  Es un inhibidor de la quinasa . 
Este medicamento fue aprobado para uso médico en Australia y Estados Unidos en el 2020.   En Estados Unidos cuesta alrededor de 35.000 Dólares estadounidenses por mes a partir de 2021.  A partir de 2021 está pendiente de aprobación en Europa. 
En noviembre de 2021, la Agencia Europea del Medicamento (EMA) aprobó el uso de ripretinib para el tratamiento de pacientes adultos con tumores del estroma gastrointestinal (GIST) avanzados tratados previamente con al menos tres inhibidores de la tirosina quinasa. La base de esta aprobación fueron los resultados del ensayo clínico internacional de fase III INVICTUS, que demostró una eficacia significativa del fármaco en comparación con el placebo. El estudio incluyó a pacientes cuyos tumores no habían respondido a líneas previas de tratamiento, como imatinib, sunitinib y regorafenib.
Ripretinib pertenece a una clase de medicamentos huérfanos diseñados específicamente para tratar enfermedades raras. Los medicamentos huérfanos ofrecen opciones terapéuticas adicionales a los pacientes que padecen enfermedades para las que las terapias estándar ya no son eficaces o son limitadas.
El fármaco actúa directamente sobre las anomalías celulares características del GIST, suprimiendo o ralentizando el desarrollo tumoral. Los ensayos clínicos han descubierto que el fármaco prolonga significativamente el periodo libre de progresión de la enfermedad y puede mejorar las tasas de supervivencia global en pacientes con GIST en fase avanzada que muestran resistencia a otras terapias. 
Además, ripretinib es el primer fármaco de su clase aprobado para su uso en fases avanzadas de la enfermedad tras el fracaso de varias líneas de tratamiento. Esto subraya la importancia y novedad del fármaco para pacientes con cáncer con opciones terapéuticas limitadas. Actualmente se están realizando estudios adicionales para aclarar la gama de indicaciones terapéuticas, y se está supervisando la seguridad del uso a largo plazo del fármaco. 